# Ophiomedea
Ophiomedea is een geslacht van slangsterren uit de familie Ophiacanthidae.

## Soorten
- Ophiomedea duplicata Koehler, 1906